# Bliss (album de Vanessa Paradis)
Pour les articles homonymes, voir Bliss.
Albums de Vanessa Paradis
Vanessa Paradis Live
(1994) Vanessa Paradis au Zénith
(2001)
Bliss est le 4e album studio de Vanessa Paradis, sorti en 2000 après Vanessa Paradis en 1992 et avant Divinidylle en 2007.
C'est la 1re fois que Vanessa propose un album multi-compositeurs et la 1re fois qu'elle publie ses propres compositions. En France, l'album a été certifié double disque d'or (300 000 ventes) le 12 décembre 2001. Dans le classement annuel de 2000, Bliss est la 87e meilleure vente.

## Sortie
Du fait du développement de sa carrière d'actrice (Élisa en 1995, Un amour de sorcière en 1997, 1 chance sur 2 en 1998 et La Fille sur le pont en 1999) ainsi que de la naissance de sa fille Lily-Rose Depp le 27 mai 1999, Vanessa a laissé 8 ans s'écouler entre la sortie de Bliss et celle du précédent album en 1992.
D'abord sorti dans tous les pays francophones et au Japon, il sera disponible en Europe à partir du 5 mars 2001. Mais Vanessa ne fera de la promotion qu'en Allemagne (des interviews pour la presse, aucune télévision).

## Chansons
| No  | Titre                   | Paroles                           | Musique                           | Durée |
| --- | ----------------------- | --------------------------------- | --------------------------------- | ----- |
| 1.  | L'Eau et le vin         | Didier Golemanas                  | Alain Bashung/Richard Mortier     | 4:36  |
| 2.  | Commando                | Didier Golemanas                  | Franck Langolff                   | 3:40  |
| 3.  | When I Say              | Vanessa Paradis                   | Matthieu Chedid/Vanessa Paradis   | 3:57  |
| 4.  | Pourtant                | Franck Monnet                     | Matthieu Chedid                   | 3:36  |
| 5.  | Que fait la vie ?       | Didier Golemanas                  | Vanessa Paradis                   | 4:20  |
| 6.  | Les Acrobates           | Franck Monnet                     | Vanessa Paradis                   | 3:42  |
| 7.  | La la la Song           | Gerry DeVeaux                     | Vanessa Paradis                   | 4:26  |
| 8.  | L'Air du temps          | Vanessa Paradis / Matthieu Chedid | Vanessa Paradis / Matthieu Chedid | 4:19  |
| 9.  | St Germain              | Vanessa Paradis                   | Johnny Depp / Vanessa Paradis     | 2:36  |
| 10. | Dans mon café           | Didier Golemanas                  | Franck Langolff                   | 4:30  |
| 11. | Firmaman                | Vanessa Paradis                   | Vanessa Paradis                   | 4:41  |
| 12. | La Ballade de Lily Rose | Vanessa Paradis                   | Vanessa Paradis                   | 2:33  |
| 13. | Bliss                   | Vanessa Paradis                   | Johnny Depp / Vanessa Paradis     | 4:16  |

## Singles
Des trois singles extraits, seul le 1er a été commercialisé :
- Commando - en radio fin août 2000, commercialisé en octobre[2].
- Pourtant - envoyé aux médias en novembre 2000[3].
- Que fait la vie ? - envoyé aux médias en avril 2001[4].

### Commando, le1ersingle
Commando marque les retrouvailles de Vanessa Paradis avec Franck Langolff. Ils n'avaient plus travaillé ensemble depuis l'album Variations sur le même t'aime en 1990.
Le titre a eu droit à des remixes officiels, sortis sur maxi 45 tours et CD maxi le 6 novembre 2000. Ce n'était plus arrivé à un titre de Vanessa depuis Tandem en 1990.
- Daytime Mix 6:05
- Jackson's Come on Mix 7:25
- Nighttime Mix 6:14

Le Japon a sorti un CD single de la chanson.

## Supports
Bliss a été commercialisé dans les pays suivants :
France : 33 tours, K7 et CD. À sa sortie, le CD a bénéficié d'une édition limitée en digipack cartonné.
Europe : K7 et CD. Mis à part quelques mentions légales en anglais, les pressages sont identiques aux français.
Chine et Japon : CD.
La Thaïlande, l'Ukraine, la Pologne ou la Tunisie ont édité des K7 ou CD pirates.

## Tournée
Les chansons de l'album ont été défendues lors du Bliss Tour qui a duré du 6 mars au 4 août 2001. Les versions sont disponibles sur les CD et DVD Vanessa Paradis au Zénith.

## Anecdotes
La chanson Junior suite, écrite par Didier Golemanas et composée par Alain Chamfort, incluse sur l'album Divinidylle sorti en 2007, était initialement prévue pour figurer sur cet album.
Sur les chansons La ballade de Lily-Rose, Firmaman et Bliss, on peut entendre la voix (les gazouillis) de Lily-Rose Depp, la fille de Vanessa Paradis et Johnny Depp, âgée d'un an à l'époque de l'enregistrement.
Lorsque Johnny Depp a joué dans le film musical Sweeney Todd de Tim Burton en 2007, des CD de Bliss ont été mis en vente aux États-Unis ou en Australie. C'est, en effet, l'un des rares albums dans lequel Johnny Depp joue de la guitare et compose.
Bliss fut nommé dans la catégorie meilleur album francophone aux NRJ Music Awards 2001.

## À la télévision
La promotion de Bliss a duré huit mois, d'octobre 2000 à mai 2001.
La 1re télévision pour son retour, Vanessa la fait au Journal de 20h de TF1 le 15 octobre. Elle est interviewée par Claire Chazal. Elle chante pour la 1re fois Commando au Hit Machine sur M6 le 21 octobre.
Ses dernières apparitions télévisées pour l'album ont eu lieu le 26 mai 2001 : elle donne une interview au Mag sur la chaîne musicale MCM et chante Que fait la vie ? au Hit Machine.
Parmi ses principales prestations :
- 19 octobre - Nulle part ailleurs (Canal+) : interview
- 21 octobre - Plus vite que la musique (M6) : émission spéciale avec interview + reportages
- 22 octobre - 7 à 8 (TF1) : interview. Une des rares interviews dans laquelle Vanessa parle du tournage du film L'Homme qui tua Don Quichotte.
- 3 novembre - Recto-verso (Paris Première) : invitée principale
- 20 janvier 2001 - NRJ Music Awards (TF1) : Pourtant[9]
- 14 mars - Nulle part ailleurs (Canal+) : L'Eau et le vin + Pourtant + Interview
- 23 mars - Tous avec Line (TF1) : Si maman si (reprise de France Gall) + Interview[10]
- 4 mai - Tout le monde en parle (France 2) : interview
- 19 mai - Spéciale Charles Aznavour (TF1) : Retiens la nuit (reprise de Johnny Hallyday) avec Charles Aznavour[11]